# Norvég Alap és EGT Alap

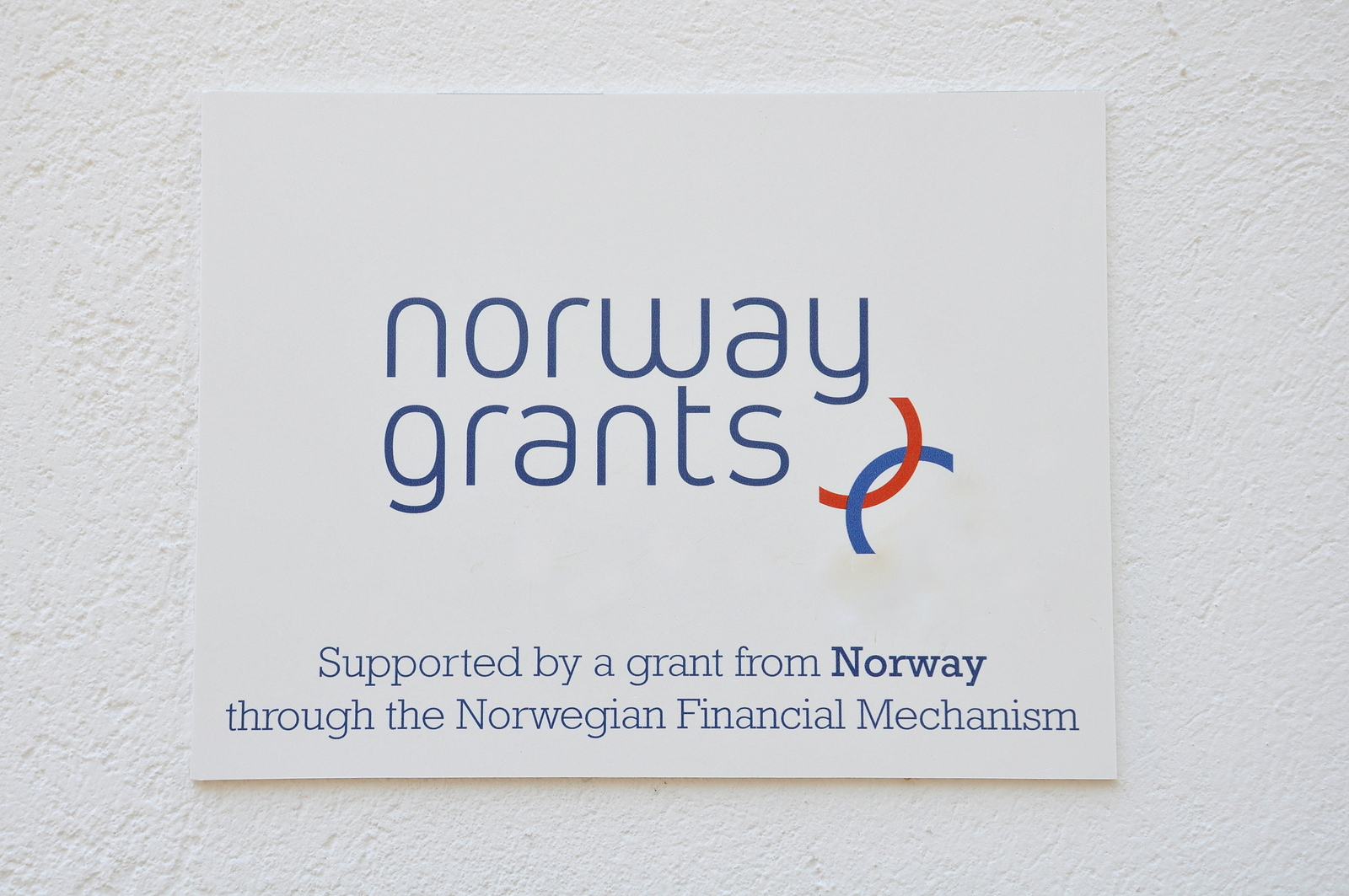
Dísztábla a gödöllői Kálvária falán. A műemlék renoválását Norvégia a Norvég Alapon keresztül támogatta.

A Norvég Alap és az EGT Alap két pénzügyi alap, amelyet az Európai Unió 16 tagországának társadalmi és gazdasági fejlesztésére hozott létre és tart fenn három ország, Izland, Liechtenstein és Norvégia.
Az EGT Alapot az államok közösen finanszírozzák, a Norvég Alapot pedig Norvégia önállóan finanszírozza. Az alapok forrásait 97%-ban Norvégia biztosítja.

## Az alapok célja
A három fenntartó ország tagja az Európai Gazdasági Térségnek, de nem tagja az EU-nak. Emiatt az EU közösségi költségeihez nem járulnak hozzá, de a közös gazdasági tér előnyeit élvezik. Az alapokat a három ország azért hozta létre, hogy ily módon mégis részt vegyenek a kontinens gazdasági és társadalmi egységesülésének költségeiből és a hátrányosabb helyzetben lévő államok felzárkóztatásából.
Az alapok célja az Európai Gazdasági Térség (EGT) gazdasági és társadalmi különbségeinek csökkentése, valamint a kétoldalú kapcsolatok erősítése 16 észak-, közép- és dél-európai uniós és -tagállammal. Az alapokon keresztül Norvégia, Izland és Liechtenstein hozzájárul az olyan alapvető európai értékek erősítéséhez, mint a demokrácia, a tolerancia és a jogállamiság.

## Működése
A Donorok és az EU megállapodnak a teljes hozzájárulás mértékét, továbbá az egyes kedvezményezett országokra jutó támogatások összegét illetően.
A nemzeti kiosztás során a Donorok minden egyes kedvezményezett országgal megtárgyalják a programterületeket, a célkitűzéseket, valamint az egyes programokra fordítandó támogatások nagyságát és megegyeznek. A megállapodások alapja a kedvezményezett országok nemzeti szükségletei és prioritásai, valamint a donor országokkal való együttműködés lehetőségei.
A Nemzeti Kapcsolattartó felel minden kedvezményezett országban a programok átfogó irányításáért. A programokat a Program Operátorok fejlesztik és kezelik, gyakran a donor országokból való partnerrel együttműködésben. A legtöbb projekt a Program Operátorok által kiírt pályázat útján kerül kiválasztásra.

### Jogosultság

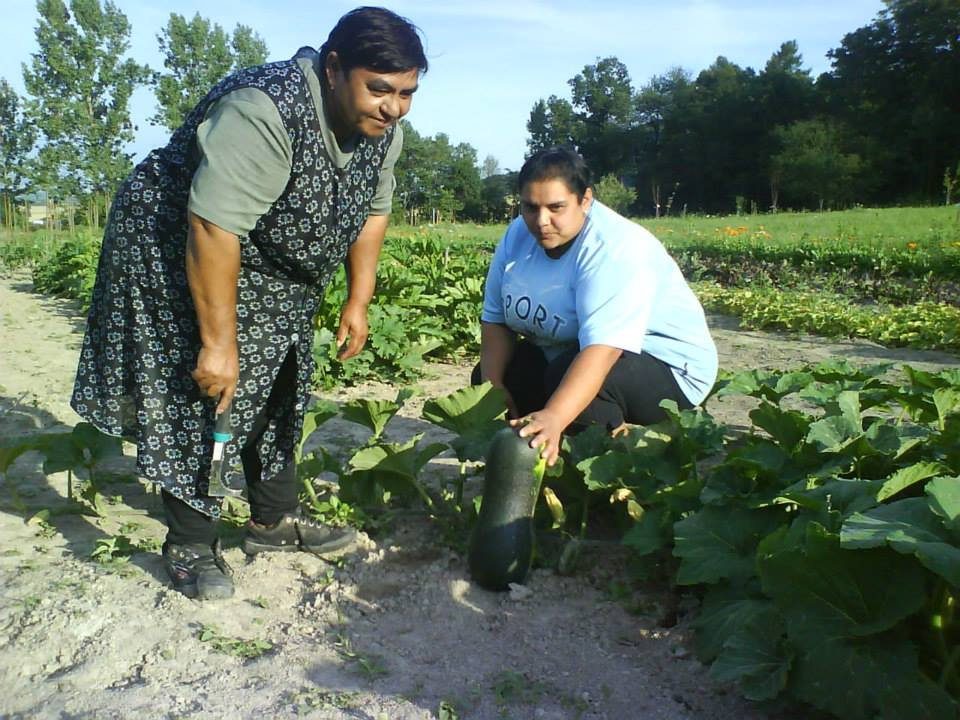
Az ércfalvai Malinka biofarm felújításra és bővítésre került, ezáltal új munkahelyeket teremtve és a már meglévőket megtartva. Szlovákiában a munkanélküliségi ráta a cigány népesség körében közel 80 százalékos.

Az Alapok kedvezményezettjeinek köre tükrözi az EU Kohéziós Alap által meghatározott kritériumokat, amelyek azokat a tagállamokat célozzák, ahol az egy főre jutó bruttó nemzeti jövedelem alacsonyabb, mint az EU átlag 90%-a. Az alapokból támogatást kapnak az EU-hoz a 2004-es bővítés során, vagy azt követően csatlakozott államok és három további déli tagország, a támogatásból azonban kimaradnak azok az országok, amelyek 2004 előtt csatlakoztak az EU-hoz.
A kedvezményezett országok listája
- Bulgária,
- Ciprus,
- Csehország,
- Észtország,
- Görögország,
- Horvátország,
- Lengyelország,
- Lettország,
- Litvánia,
- Magyarország,
- Málta,
- Portugália,
- Románia,
- Spanyolország,
- Szlovákia,
- Szlovénia.

## Története
Norvégia, Izland és Liechtenstein az Európai Gazdasági Térségről szóló megállapodás (továbbiakban: EGT-megállapodás) révén partnerei az Európai Uniónak. A megállapodás lehetővé teszi az áruk, a szolgáltatások, a személyek és a tőke szabad áramlását a belső piacon.
Az EGT-megállapodás további közös célként fogalmazta meg a társadalmi és gazdasági különbségek csökkentését Európában. Norvégia, Izland és Liechtenstein a megállapodás 1994-es hatályba lépése óta támogatja az EU és EGT kevésbé jómódú országainak társadalmi és gazdasági fejlődését.
A pénzügyi hozzájárulások a Finanszírozási Mechanizmus (1994-1998), a Finanszírozási Eszköz (1999-2003), valamint az EGT és Norvég Alapok (2004-2009 és 2009-2014) keretein belül valósultak meg.
2004 óta két különálló mechanizmus működik: az EGT Alap és a Norvég Alap. Az EGT Alap 95,8%-a, a Norvég Alap pedig teljes egészében norvég hozzájárulásból származik.
A Finanszírozási Mechanizmusok 2009-2014 (más néven: EGT Alap és a Norvég Alap 2009-2014) szóló megállapodások során fő célkitűzésként megjelent a társadalmi és gazdasági különbségek csökkentése mellett, a donor és a kedvezményezett országok közötti kétoldalú kapcsolatok erősítése is.
A támogatási időszak végén a donor országok és az EU megvizsgálják az EGT-n belüli társadalmi és gazdasági egyenlőtlenségek csökkentésére irányuló további támogatások szükségességét, és tárgyalásokat folytatnak a pénzügyi hozzájárulásokról.

### Finanszírozási Mechanizmus 1994-1998
Az első támogatási program Észak-Írországot, Görögországot, Írországot, Portugáliát és Spanyolországot érintette. A támogatható programterületek a környezetvédelem, az oktatás és képzés, valamint a közlekedés voltak. Az 500 millió eurós projekt-támogatáson felül, 1,5 milliárd eurónyi hitelkamat kedvezmény vált elérhetővé az Európai Befektetési Banknál.
Amikor Ausztria, Finnország és Svédország 1995. január 1-jén kilépett az EFTA-ból és csatlakozott az EU-hoz, az Európai Bizottság átvállalta e három ország hozzájárulásaiért a felelősséget.

### Finanszírozási Eszköz 1999-2003
1999-2003 között Észak-Írország, Görögország, Írország, Portugália és Spanyolország 119,6 millió eurót kapott a három EGT-EFTA országtól, Norvégiától, Izlandtól és  Liechtensteintől. A támogatott programterületek a környezetvédelem, a városrehabilitáció, a városi szennyezettség, a kulturális örökség védelme, a közlekedés, az oktatás és képzés, valamint az akadémiai kutatás voltak.

### EGT és Norvég Alap 2004-2009
A periódusban az EGT Alap 672 millió eurós keretösszeggel működött. A kedvezményezett országok: Bulgária (2007-től), Ciprus, Cseh Köztársaság, Észtország, Görögország, Horvátország, Lengyelország, Lettország, Litvánia, Magyarország, Málta, Portugália, Románia (2007-től), Spanyolország, Szlovákia és Szlovénia voltak.
Ugyanekkor a Norvég Alap 567 millió eurós keretösszegből támogatta a következő országokat: Ciprus, Cseh Köztársaság, Észtország, Horvátország, Lengyelország, Lettország, Litvánia, Magyarország, Málta, Szlovákia és Szlovénia. Továbbá a norvég kétoldalú együttműködés programon keresztül Norvégia 68 millió euró támogatást nyújtott Bulgáriának és Romániának 2007-es EU-s csatlakozásukkor.
Legnagyobb donorként Norvégia a támogatások közel 97%-át fedezte e három együttműködési rendszerben.
Az EU és EGT 2004-es és 2007-es bővítése az európai kohézióra irányuló hozzájárulások nagymértékű növelését igényelte. A legtöbb új tagállam társadalmi és gazdasági fejlettség tekintetében jelentősen az EU-s átlag alatt volt. Szemléltetésképpen: a 2004-ben csatlakozó 10 ország lakóinak száma 75 millió fő volt, összesített GDP-jük mégsem érte el a 12 millió lakossal rendelkező Norvégia és Svájc összesített GDP-jét.
2004-2009 között Norvégia, Izland és Liechtenstein 1,307 milliárd eurós támogatási keretről állapodott meg. Az országok közötti elosztás tekintetében a lakosság száma, valamint az egy főre eső GDP nagysága számított: így Lengyelország lett a legnagyobb kedvezményezett ország, amelyet Magyarország, Románia és a Cseh Köztársaság követett.

#### Támogatási területek
1250 projekt, program és alap nyert támogatást a 2004-2009 es cikluban az EGT és Norvég Alapból az alábbi területeken:
- Környezetvédelem
- Egészségügy és gyermekgondozás
- Kutatás és ösztöndíjak
- Kulturális örökség
- Intézményi kapacitás- és emberi erőforrás fejlesztés
- Schengen és bíróságok
- Civil társadalom
- Regionális fejlesztés és határon átnyúló tevékenységek.

Minden 5. projekt rendelkezett partnerrel Norvégiában, Izlandon vagy Liechtensteinben. A támogatott projektekről szóló összefoglalók videókkal és képekkel együtt az EGT és Norvég Alap projektek weboldalán megtalálhatók.

#### Eredmények
Az EGT és Norvég Alapok 2004-2009 végső felülvizsgálata az alábbi megállapítással zárult: „Az EGT/Norvég Alapok kétségkívül hozzájárultak az különbségek csökkentéséhez Európában, természetesen kisebb mértékben, mint az EU-s források.” (2012)
A norvég Számvevőszék ugyancsak megállapította, hogy „a 2004-2009 közötti időszak projektjei nagyrészt teljesítették a tervezett célokat. Helyi szintű eredményekre is vannak példák”. (2013)
További szektorspecifikus értékelés a norvég kormány honlapján érhető el angol nyelven.

### EGT és Norvég Alap 2009-2014

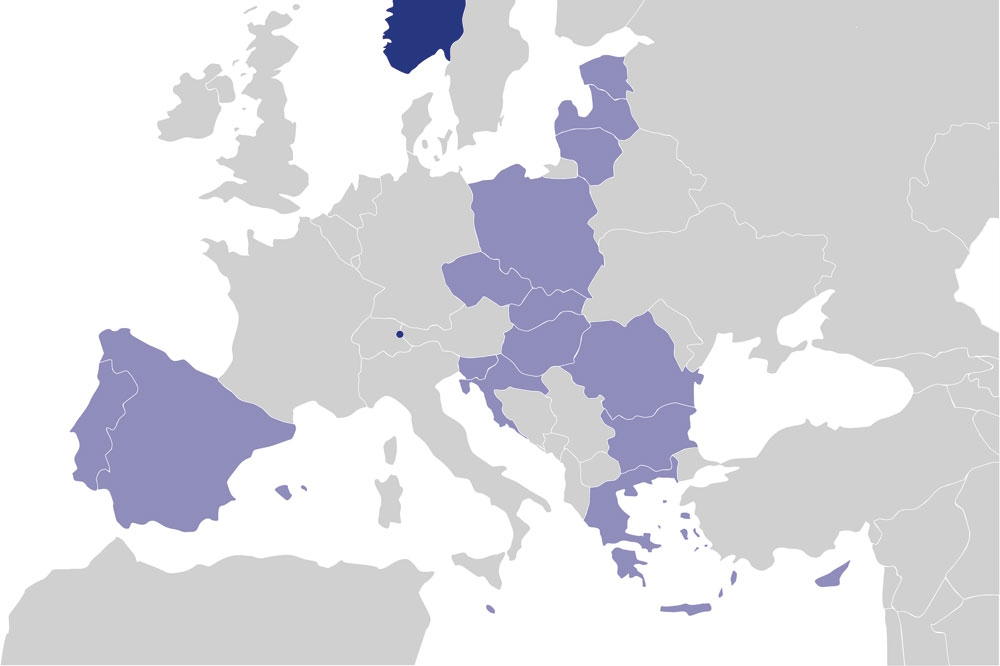
Mind a 16 észak-, közép- és dél-európai ország részesül az EGT és Norvég Alapok 2009-2014 támogatásában.

#### EGT Alap
Az EGT Alap a periódusban 993,5 millió eurós keretösszeggel működött.

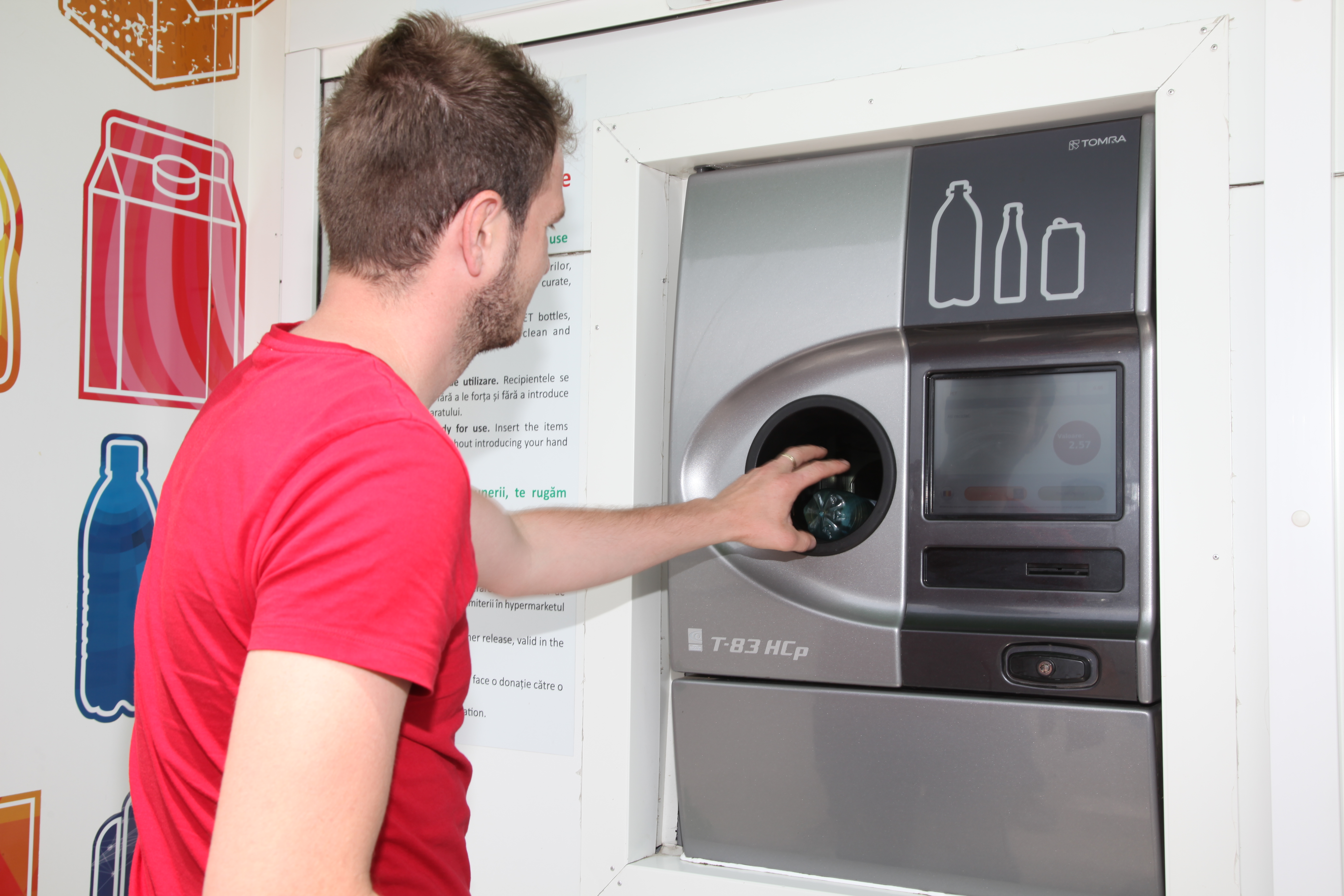
Az EU-n belül, Romániában a legalacsonyabb az újrahasznosítás aránya. A Total Waste Management, együttműködésben a Tomra és az Orwak norvég cégekkel, 25 szelektív hulladék gyűjtőpontot hozott létre országszerte. Minden egyes gyűjtőpont 2-5 munkahelyet teremt. A projekt a Norvég Alap támogatásából valósult meg.

| Kedvezményezett államok | Teljes juttatás (millió euró) |
| ----------------------- | ----------------------------- |
| Bulgária                | 78,6                          |
| Ciprus                  | 3,85                          |
| Cseh Köztársaság        | 61,4                          |
| Észtország              | 23.0                          |
| Görögország             | 63,4                          |
| Horvátország            | 5,0                           |
| Lengyelország           | 266,9                         |
| Lettország              | 34,6                          |
| Litvánia                | 38,4                          |
| Magyarország            | 70,1                          |
| Málta                   | 2,9                           |
| Portugália              | 58,0                          |
| Románia                 | 190,8                         |
| Spanyolország           | 45,9                          |
| Szlovákia               | 38,4                          |
| Szlovénia               | 12,5                          |

#### Norvég Alap
A Norvég Alap a ciklusban 804,6 millió eurós keretösszeggel működött.
| Kedvezményezett államok | Teljes juttatás (millió euró) |
| ----------------------- | ----------------------------- |
| Bulgária                | 48,0                          |
| Ciprus                  | 4,0                           |
| Cseh Köztársaság        | 70,4                          |
| Észtország              | 25,6                          |
| Horvátország            | 4,6                           |
| Lengyelország           | 311,2                         |
| Lettország              | 37,4                          |
| Litvánia                | 45,6                          |
| Magyarország            | 83,2                          |
| Málta                   | 1,6                           |
| Románia                 | 115,2                         |
| Szlovákia               | 42,4                          |
| Szlovénia               | 14,4                          |

További nyolcmillió euró támogatást kapott az Innovation Norway által kezelt “Méltányos Munka és Háromoldalú Párbeszéd” programterület.

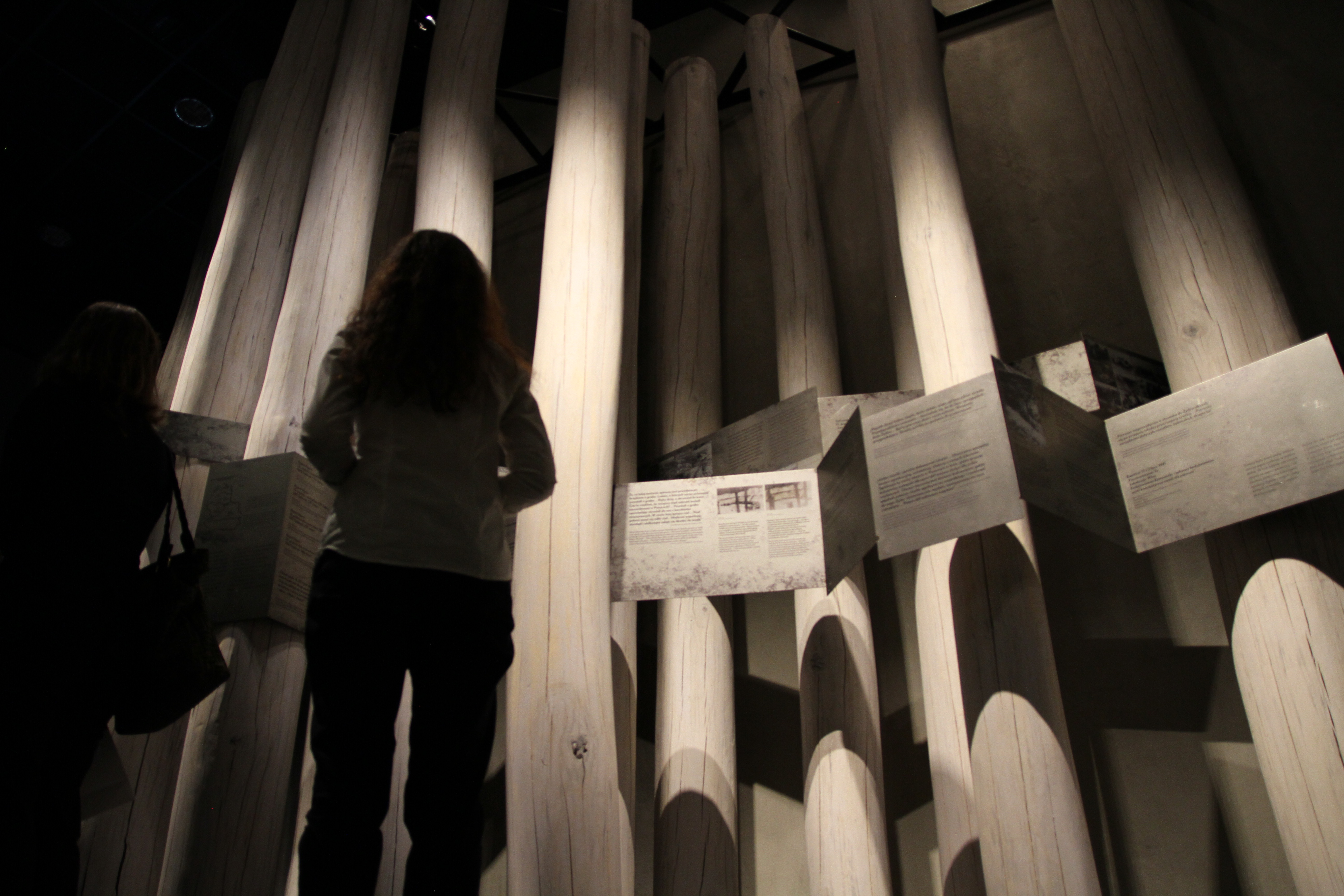
A Norvég Alap támogatásával valósult meg a Lengyel Zsidóság Történetének Múzeumának (POLIN) oktatási programja, ami ingyenes programokat biztosított diákok és tanárok számára, továbbá virtuális múzeumlátogatást és vándorkiállításokat tett lehetővé. A projekt számos norvég partner bevonásával jött létre.

#### Támogatási területek
150 program nyert támogatást az alábbi prioritási területeken:
- Környezetvédelem és -gazdálkodás
- Éghajlatváltozás és megújuló energia
- Szén-dioxid-leválasztás és -tárolás
- Kutatás és ösztöndíjak
- Zöld ipari innováció
- Igazság- és belügy
- Civil szervezetek
- Humán és társadalmi fejlesztés
- Kulturális örökség és -csere
- Méltányos munka és háromoldalú párbeszéd

Az EGT és Norvég Alapok 2009-2014 programjai 2017-ig zajlanak. Több mint 80 program valósult meg a donor országok állami szerveivel való együttműködésben. A projektek több mint 20%-ának van partnere Norvégiában, Izlandon vagy Liechtensteinben. A projektek teljes leírása az EGT és Norvég Alap weboldalán megtalálható.

#### Eredmények
A programok 2017-ig futnak: eddig néhány beszámoló és értékelés készült el. A Norvég Civil Alapról készült független vizsgálat szerint a programok növelték a civil szektor kapacitását Közép-és Dél-Európában és segítséget nyújtottak az állampolgárok mozgósításában, hogy véleményüket hallatva aktívan részt vegyenek a döntéshozásban. 
További előzetes eredmények az Éves Jelentésekben angol nyelven érhetők el.

### EGT és Norvég Alap 2014-2021
2015. július 20-án a norvég Külügyminisztérium bejelentette, hogy Norvégia és az EU megállapodást kezdeményezett az EGT és Norvég Alapok új periódusára. A támogatási periódus öt évről hét évre bővült. A kizárólag Norvégia által finanszírozott Norvég Alap támogatásainak összege évi 179,1 millió euró, míg az EGT Alap évi 221,2 millió euró lesz a 2014-2021 időszakban.
A norvég Külügyminisztérium sajtóközleménye szerint, a támogatások a kutatáson, az oktatáson és az növekvő európai munkaerő-piaci mobilitáson keresztül az innováció és a növekedés előmozdítására fognak koncentrálni. Norvégia  bővíteni fogja donor országokkal való együttműködését az igazság- és belügy területén is. Ez Európa migrációval kapcsolatos kihívásaira irányuló erőfeszítéseire is vonatkozik.
Létrehozásra kerül egy regionális alap is, mintegy 850 millió norvég korona összegben. Az alap a határokon átnyúló európai kihívásokkal fog foglalkozni.

## Az alapok Magyarországon
Az alapok Magyarországon 12 különálló programból állnak, amelyek közül kilenc esetében a magyar állam felügyeli a források szétosztását, három esetében pedig független civil szervezetek.
Mivel az alapok magyar költségvetési pénzt nem kezelnek, működésüket nem a magyar kormány, hanem egy brüsszeli székhelyű iroda, a Norvég Finanszírozási Mechanizmus Iroda kezeli és felügyeli.

### 2004 – 2009
Az alapok 2004-ben kezdték meg működésüket Magyarországon. Az első  ötéves  támogatási periódus 2009-ig tartott, ám egyes támogatást nyert projektek 2011. április 30-ig zárultak le. Ebben az időszakban az alapok 135,1 millió euró (34,5 milliárd forint) támogatást biztosítottak magyarországi projektekre, amiből körülbelül 80 önálló és 13 csoportos projektet valósítottak meg. A pályázók főként önkormányzatok, civil szervezetek és költségvetési szervek voltak.
A támogatások kiemelt területei a következők voltak:
- Az európai örökség megőrzése: elsősorban a kulturális örökséghez tartozó épületek felújítása, illetve a kulturális örökség részét képező anyagok digitalizálása és közzététele
- Környezetvédelem és fenntartható fejlődés: önkormányzati és egyéb intézmények energetikai korszerűsítése, illetve a fenntarthatósághoz kapcsolódó fejlesztési és ismeretterjesztő projektek.
- Egészség, gyermek és ifjúság: kórházak és egyéb gyermekgondozási intézmények fejlesztése és felújítása, akadálymentesítés, továbbképzések, szűrővizsgálatok, és egészséges életmódot népszerűsítő programok.
- Humánerőforrás-fejlesztés, oktatás, ösztöndíj- és mobilitási programok: közalkalmazottak képzése, hátrányos helyzetű személyek képzése és munkaerő-piaci integrációja, cserediák-program.
- Tudományos kutatás: főként  egészségügyi, környezetvédelmi és társadalomtudományi témában, a donor országok és Magyarország kutatóintézeteinek és egyetemeinek együttműködésében megvalósított kutatások támogatása.
- Regionális fejlesztés és határon átnyúló együttműködés: közlekedésfejlesztési, illetve a demokrácia működését támogató projektek finanszírozása, főként az ukrán-magyar határrégióban.[11]

#### Norvég Civil Támogatási Alap
Az alapok céljai közül kiemelkedő helyet foglal el a támogatott országok civil szervezeteinek fejlesztése, amely az alapok részét képező programon, a Norvég Civil Támogatási Alapon (NCTA) keresztül történik. Az NCTA kezelésével a donor országok Magyarországon egy négy civil szervezetből álló konzorciumot bíztak meg. A konzorcium vezetője az Ökotárs Alapítvány, tagjai pedig a Autonómia Alapítvány, a Demokratikus Jogok Fejlesztéséért Alapítvány és a Kárpátok Alapítvány.
Az NCTA négy kiemelt területen támogatta a magyar civil szervezeteket:
- környezetvédelem és fenntartható fejlődés,
- civil szervezetek kapacitásfejlesztése,
- szociális kohézió, gyermek- és egészségvédelem,
- kulturális örökség védelme.

A 2004 és 2009 közötti támogatási periódusban az NCTA körülbelül 240 pályázatot támogatott és, 6,3 millió eurót, azaz körülbelül 1,6 milliárd forint oszthatott szét. Ezzel a periódusban ez volt a Norvég Alap legnagyobb programja.

### 2009 – 2014
Az alapokat finanszírozó Izland, Liechtenstein és Norvégia 2011. október 12-én írt alá megállapodást Magyarországgal a következő, 2014-ig tartó támogatási időszakra, aminek keretében a három állam 40 milliárd forint fejlesztési támogatást juttat el Magyarországra az alapokon keresztül. A nyertes projektek befejezése 2016 április végéig tarthat. Mivel az alapok magyarországi, 2009-2014 közötti periódusára vonatkozó megállapodásokat késve kötötték meg a felek, ezért azok szövegét csak 2011. november 15.-én hirdette ki a Magyar Kormány a 235-ös és a 236-os kormányrendelettel. Az alapok végrehajtási rendjét egy évvel később magyar részről tovább szabályozta a 326/2012.-es kormányrendelet.
Magyarországra a 2009-2014 finanszírozási időszakban összesen 153,3 millió euró támogatás érkezett. Ebben a támogatási időszakban az alapok összesen 12 projekten keresztül nyújtanak támogatást: ebből hét az EGT Alaphoz, öt pedig a Norvég Alaphoz tartozik. Kiemelt területnek számít a civil társadalom megerősítése, a zöld vállalatok versenyképességének növelése, alkalmazkodás az éghajlatváltozáshoz, valamint a kutatási együttműködések a kutatás-alapú tudás növelése érdekében.
| Támogatott programterület                                   | EGT / Norvég Alap által támogatva | Támogatás |
| ----------------------------------------------------------- | --------------------------------- | --------- |
| Alkalmazkodás az éghajlatváltozáshoz                        | EGT Alap                          | 7         |
| Civil szervezetek támogatása (Norvég Civil Támogatási Alap) | EGT Alap                          | 13,5      |
| Energia hatékonyság                                         | EGT Alap                          | 8,4       |
| Kulturális és természeti örökség megőrzése                  | EGT Alap                          | 12,6      |
| Megújuló energia                                            | EGT Alap                          | 7,7       |
| Ösztöndíjak                                                 | EGT Alap                          | 3,0       |
| Veszélyeztetett gyermekek és fiatalok                       | EGT Alap                          | 11,2      |
| Kapacitásfejlesztés és intézményközi együttműködés          | Norvég Alap                       | 10,8      |
| Kétoldalú kutatási együttműködés                            | Norvég Alap                       | 24,1      |
| Méltányos munka és háromoldalú párbeszéd                    | Norvég Alap                       | 0,8       |
| Népegészségügy                                              | Norvég Alap                       | 16,6      |
| Zöld ipari innováció                                        | Norvég Alap                       | 22,9      |

A 12 program közül hármat a donor országok által közvetlenül megbízott közreműködők kezelnek. Ezek a Civil szervezetek támogatása, (azaz a Norvég Civil Támogatási Alap), az Alkalmazkodás az éghajlatváltozáshoz és a Méltányos munka és háromoldalú párbeszéd.

#### Eredmények
A Norvég Civil Támogatási Alap egyik legsikeresebb projektje az Európai Roma Rendvédelmi Bajtársi Közhasznú Egyesület ún. Faerleo projektje, amely a rendőrség és a roma közösségek hatékony együttműködését, egymásba vetett bizalmának erősítését célozza. A projekt egyik fő részeként magyar és norvég rendőrségi szakemberek egy tréning programot dolgoztak ki, amely a gyakorló parancsnokok részére ad útmutatást gyűlölet alapú incidensek kezelésénél. Másik fontos elemként pedig roma fiatalok körében indítottak el egy toborzó kampányt, amely a rendőrséget, mint karrier-lehetőséget népszerűsíti. A projekt eredményességét mi sem mutatja jobban, hogy 2015 novemberében az ENSZ Kisebbségi Fórumának ülése a kezdeményezést mint pozitív, követendő példát tárgyalta.
A Kapacitás-fejlesztés és intézményközi együttműködés területén a MANORKA projekt az önkormányzatok kapacitás-építését tűzte ki célul. A projektgazda Települési Önkormányzatok Országos Szövetsége (TÖOSZ) a hazai minisztériumok és szervezetek mellett együttműködő partneri kapcsolatban áll a Norvég Helyi és Regionális Önkormányzatok Szövetségével (KS) és az Életen Át Tartó Tanulásért norvég ügynökséggel (VOX) . A kétoldalú tapasztalatcsere több területre is kiterjed, mint a demokrácia helyi fejlesztése, a nők szerepének erősítése, a közigazgatási intézmények közötti jobb együttműködés elérése, a közszolgáltatások színvonalának fejlesztése, valamint az önkormányzati tulajdonú cégek jelenlétének támogatása. A norvég-magyar tanulmányutakon, tréningeken és workshopokon szerzett új ismeretek és tapasztalatok eredményeképpen a települések magasabb színvonalon tudják közfeladataikat ellátni.
A Zöld ipari innováció programterület eredményes projektje a Remat Hulladékhasznosító Zrt. technológiai fejlesztése, amely lehetővé teszi a termelés során keletkezett műanyag hulladék mennyiségének jelentős csökkentését. Ráadásul a melléktermékek és hulladékok hasznosításra kerülnek: értékesítésükre az EU több tagállamában kereslet van.

#### A Norvég Alap-ügy
2014-ben nemzetközi diplomácia feszültséggé szélesedő konfliktus alakult ki egyrészről a magyar kormány, másrészről a Norvég Alap és EGT Alap donor országai és az általuk az alap három programjának magyarországi kezelésével megbízott civil szervezetek között. Norvég Alap-ügy következtében a Norvég Alap felfüggesztette magyarországi kifizetéseit, megromlott a diplomáciai viszony Magyarország és Norvégia között, és Magyarország számos figyelmeztetést és kritikát kapott nemzetközi partnereitől, így az Európa Tanácstól, vagy az Amerikai Egyesült Államoktól.